# Tipula subunca
Tipula subunca är en tvåvingeart som beskrevs av Fedor Semenovich Pilipenko 1998. Tipula subunca ingår i släktet Tipula och familjen storharkrankar. Inga underarter finns listade i Catalogue of Life.